# Popołudnie fauna (poemat)

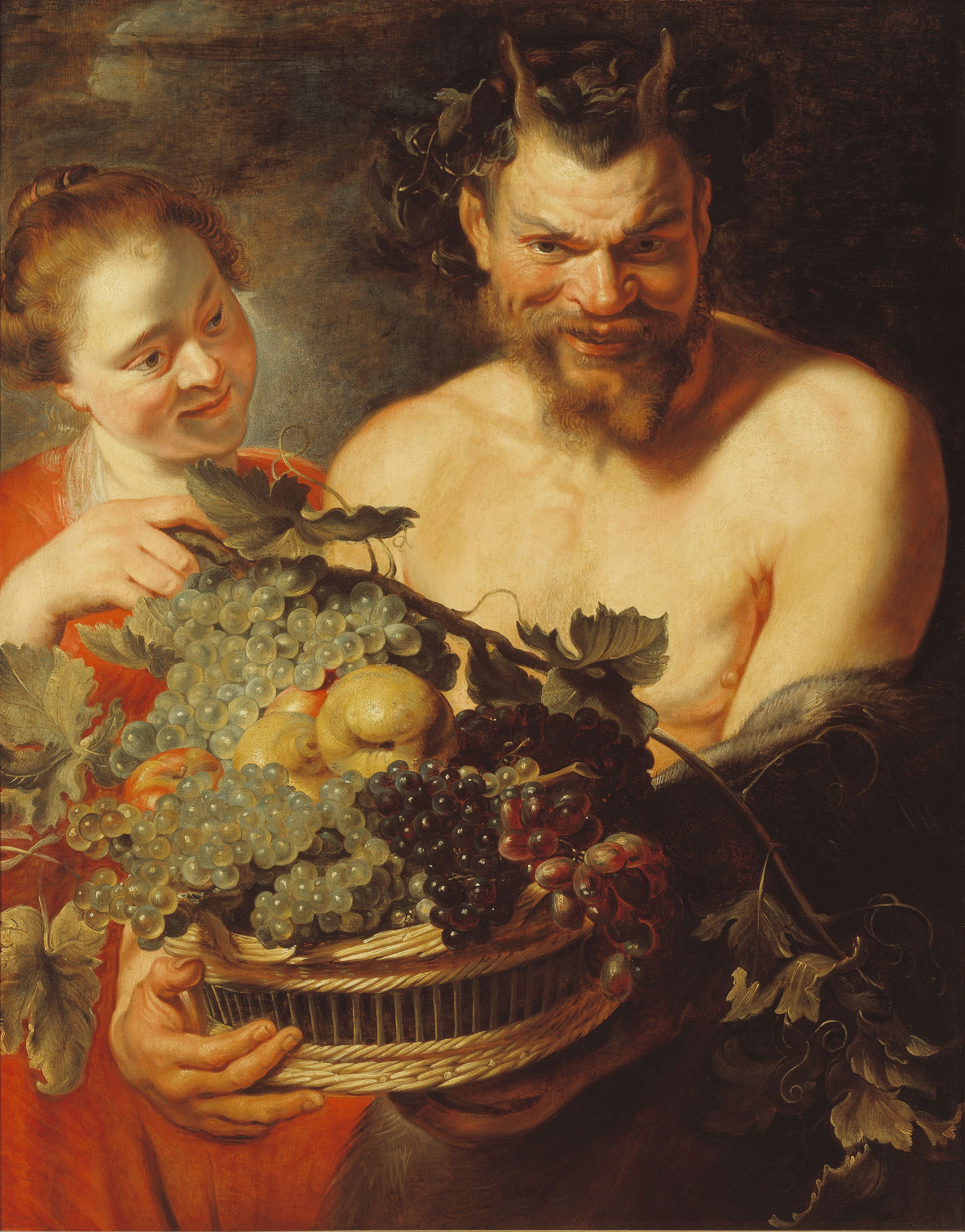
Faun i nimfa, obraz z warsztatu Petera Paula Rubensa

Popołudnie fauna (fr. L'Après-midi d'un faune) – poemat francuskiego poety Stéphane’a Mallarmégo, opublikowany w 1876. Utwór charakteryzuje się kompozycją muzyczną. Został napisany aleksandrynem, czyli symetrycznym dwunastozgłoskowcem. Liczy 110 wersów. Bohaterami są postacie z mitologii greckiej, faun i nimfy.
Poemat Mallarmégo stał się inspiracją dla preludium Claude’a Debussy’ego pod tym samym tytułem. Poeta, sceptyczny wobec prób komponowania muzyki do jego poezji, zaakceptował wersję Debussy’ego.
Istnieje polski przekład pióra Ryszarda Matuszewskiego.